# Tabanus beneficus
Tabanus beneficus är en tvåvingeart som beskrevs av Wang 1982. Tabanus beneficus ingår i släktet Tabanus och familjen bromsar. Inga underarter finns listade i Catalogue of Life.